# Urupelma humantay
Espèce
Urupelma humantay est une espèce d'araignées mygalomorphes de la famille des Theraphosidae.

## Distribution
Cette espèce est endémique de la région de Cuzco au Pérou,. Elle se rencontre vers Soraypampa.

## Description
Le mâle holotype mesure 18,62 mm et la femelle paratype 21,35 mm.

## Systématique et taxinomie
Cette espèce a été décrite par Kaderka en 2024.

## Publication originale
- Kaderka, 2024 : « Urupelma humantay, a new species of Andean tarantula from the Cuzco region in Peru (Araneae: Theraphosidae: Theraphosinae). » Revista Ibérica de Aracnología, vol. 45, p. 20-26.